# タモリ&さんまの爆笑タッグマッチ
『タモリ&さんまの爆笑タッグマッチ』（タモリ&さんまのばくしょうタッグマッチ）は、日本テレビ系列にて、1987年から1992年に渡り、不定期で複数回放送されていたトークを展開するバラエティ番組・新春特別番組である。タモリ、明石家さんまの冠番組である。ステレオ放送、文字多重放送を実施。

## 概要
1987年から1992年に渡り、不定期で放送されていた。
旬の女優数人をスタジオへ招いて、司会のタモリ、明石家さんまとトークを展開するバラエティ番組・新春特別番組。
司会のタモリに関しては、1989年10月に「今夜は最高!」が終了してからは、本番組と同じく特別番組である「タモリのいたずら大全集」（1990年放送終了）のみが日本テレビ系列における出演番組となっていた。また本番組の終了後は、特番も含めて日本テレビ系列でタモリがメインを務める番組は1999年9月18日放送の「今夜は営業中!」まで待つことになった。
演出を担当した吉川圭三は本番組の終了と入れ替わる形で放送を開始した「さんま・所のオシャベリの殿堂」のチーフプロデューサーを担当し、さらに2008年には日本テレビ開局55年記念番組として放送された「タモリ教授のハテナの殿堂?」「明石家さんまに聞きたかったのはそういうコトだったのねスペシャル」の両番組の監修も担当した。

## 出演者

### 司会
- タモリ
- 明石家さんま

### 進行
- 木村優子（当時日本テレビアナウンサー）

### アシスタント
- 工藤夕貴（第一回のみ）

### ゲスト

#### 第一回
- 小川知子
- 大谷直子
- 名取裕子
- 有森也実

#### 第二回
- 工藤静香
- 沢口靖子
- 黒木瞳
- 篠ひろ子
- 佐久間良子
- 若尾文子

#### 第三回
- 大原麗子
- 大地真央
- 五十嵐淳子
- 国生さゆり

## スタッフ
- 制作：田辺昭知（田辺エージェンシー）、高橋進、高橋靖二（前期）→金谷勲夫（後期）
- プロデューサー：新井義春（D3 Company）、園田広実（前期）→小杉善信（後期）
- 演出：関和真史、窪田豊（ともにD3 Company、前期）→吉川圭三（後期）
- 構成：北吉洋一（前期）→大岩賞介（後期）
- 企画協力：SOLD OUT　秋元康（前期）
- 制作協力：田辺エージェンシー（タモリ）、吉本興業（明石家さんま）
- 製作著作：日本テレビ